# Aéroport de Hambourg-Finkenwerder
L'Aéroport de Hambourg-Finkenwerder, en allemand Flugplatz Hamburg-Finkenwerder (code IATA : XFW • code OACI : EDHI) est un aéroport allemand situé à 10 km du centre-ville de Hambourg dans l'arrondissement de Hamburg-Mitte.

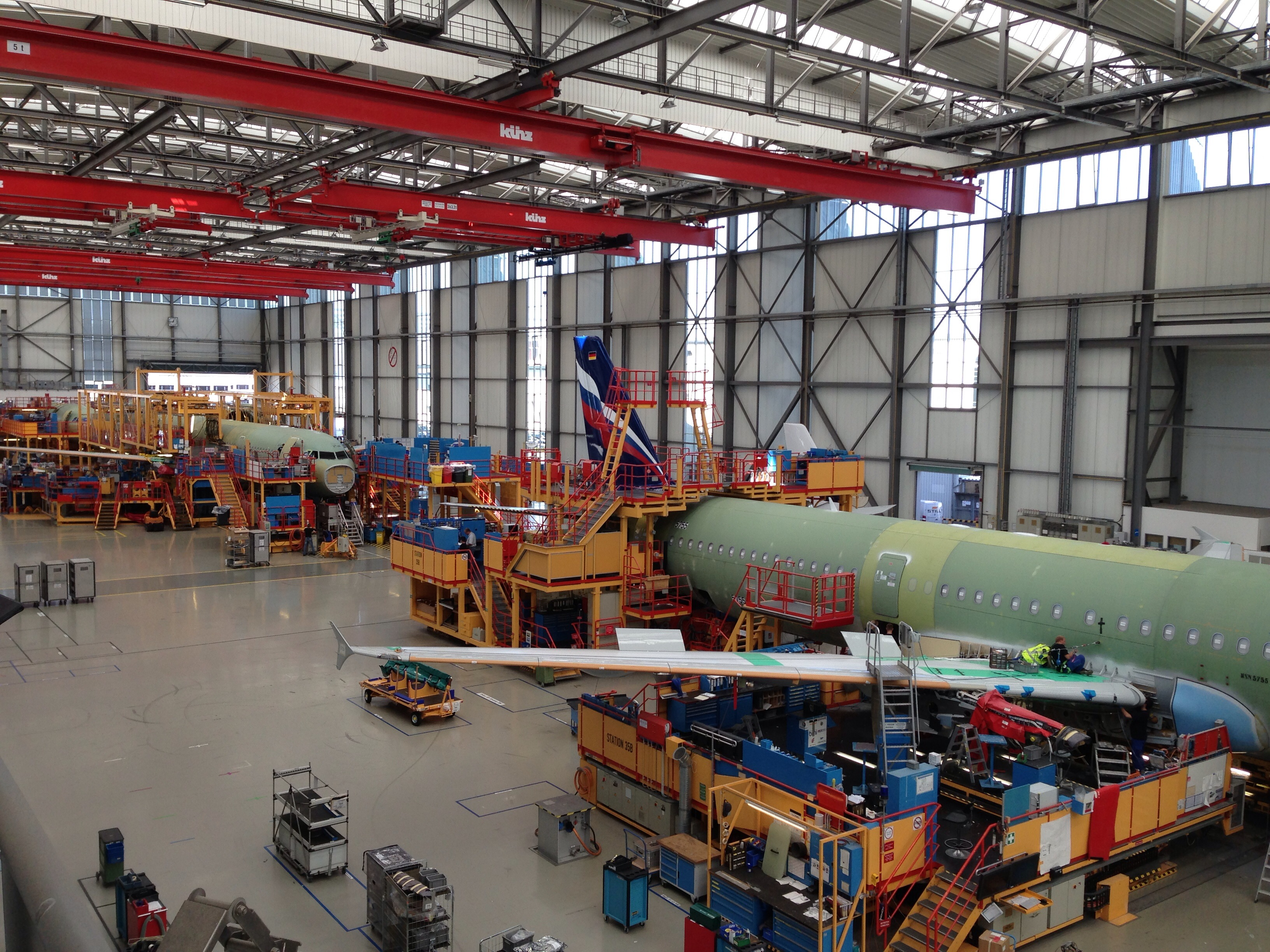
Ligne de montage d'Airbus A321 dans l'usine d'Airbus.

L'aéroport accueille l'aménagement commercial complet de la cabine, la peinture, le contrôle final et assure la livraison aux clients d'Europe et du Moyen-Orient de l'Airbus A380.

## Compagnies aériennes & destinations
Dans le cadre des opérations de Airbus, la compagnie aérienne Volotea a été choisie par le groupe aéronautique pour effectuer une à deux fois par jour des vols, entre Hambourg-Finkenwerder et Toulouse Blagnac. Ces vols spéciaux sont réservés aux employés d'Airbus. Le trafic commercial a cependant lieu à l'aéroport Helmut-Schmidt.

Airbus achemine différents composants de plusieurs aéroports européens en Beluga XL depuis le 27 août 2019.
| Compagnies | Destinations                                                                                                 |
| ---------- | --- |
| Volotea    | Toulouse-Blagnac (A319)                                                                                      |
| Airbus     | Toulouse-Blagnac, (Beluga ST et XL) Saint-Nazaire (Montoir), (Beluga ST et XL) Nantes-Atlantique (Beluga XL) |